# 129314 Dathongolish
129314 Dathongolish este o planetă minoră (asteroid), cu un diametru de 6,94 km, din centura de asteroizi. A fost descoperită pe 29 septembrie 2005 la Catalina Station⁠(d) de Catalina Sky Survey. 
Obiectul prezintă o orbită caracterizată de o semiaxă mare de 3,1387421416518 UAi, o excentricitate de 0,16, o înclinație de 27 ° în raport cu ecliptica.